# آب‌انبار بی‌بی
آب‌انبار بی‌بی (قشم)، نام آب‌انباری (برکه‌ای) تاریخی است واقع در بخش شهاب از توابع شهرستان قشم و از نقاط دیدنی استان هرمزگان در جنوب ایران است.
«آب‌انبار بی بی» اولین آب‌انباری «برکهٔ» آب است که در شهر قشم در سال ۱۲۰۲ هجری قمری توسط زن خیر و نیکوکاری به نام «صُوغِیهَ» همسر شیخ عبدالله حاکم وقت جزیره قشم ساخته شده‌است. سقف این برکه که به آب‌انبار بی‌بی قشم معروف است، بارها تجدید بنا شده و در حال حاضر و پس از مرور ۲۰۰ سال از عمر آن، هنوز به نام برکهٔ «بی بی قشم» مورد استفاده مردم بومی است. این آب‌انبار از نظر معماری بسیار جالب توجه‌است.